# Juraj Eperjessy
Juraj Eperjessy (* 1949 Bratislava) je slovenský bigbítový hudebník.

## Život
Juraj Eperjessy se narodil v roce 1949 v Bratislavě. Začínal ve skupině The Phantoms s Mariánem Slovákem. V roce 1966 se stal členem skupiny The Beatmen, která emigrovala do Německa. Po rozpadu kapely si Eperjessy udělal v Německu maturitu, vystudoval právo a otevřel vlastní advokátskou kancelář dohromady s překladatelskými službami. Hudbě se věnoval nadále i v Německu, nejdříve ve skupině HUMBUG H (?), později nahrával ve skupině Marz & Eperjessy.

## Vysvětlení jména
Juraj Eperješi v Česku byl znám pod tímto jménem, avšak po emigraci si v Německu říkal v hudební branži Juraj George Eperjessy, v advokátské praxi se jmenuje Eperjesi.